# Узми ме (кад хоћеш ти)
Узми ме (кад хоћеш ти) је двоструки уживо албум сарајевске поп-рок групе Црвена јабука, снимљен током југословенске турнеје 1989. године.
Песме „Све што имаш ти“, „Кад казаљке се поклопе“ су први пут извођене, као и класик Индекса „Бацила је све низ ријеку“ која је постала веома популарна. „Сузо моја стрпи се“ је нова песма, једина студијска.
Југотон је за потребе телевизије објавио и део видео материјала, на ком се нашла и песма „Чаролија (кад престане)“ која се не налази на албуму.

Црвена јабука у саставу:
- Дражен Жерић - вокал
- Златко Арсланагић - гитаре
- Никша Братош - гитаре
- Игор Ивановић - гитаре
- Бранко Саука - бас
- Златко Воларевић - клавијатуре
- Дарко Јелчић - бубњеви

Све песме је написао Златко Арсланагић, осим означених.

## Списак песама
страна А
1. Све што имаш то
2. Нека се сања
3. Зову нас улице
4. Нема више времена
5. Нек те он љуби (Ричл-Арсланагић)
6. Отров
7. Остани

страна Б
1. Са твојих усана
2. Волио бих да си ту
3. За све ове године
4. Туго несрећо (Ричл)
5. Узми ме (кад хоћеш ти)
6. Кад казаљке се поклопе

страна Ц
1. Бацила је све низ ријеку (Реџић-Монтено)
2. Туга, ти и ја
3. Ти знаш
4. Не дам да овај осјећај оде
5. Тамо гдје љубав почиње

страна Д
1. Има нешто од срца до срца
2. Бјежи кишо с прозора (Ричл)
3. Дирлија
4. Twist And Shout (Свиђа ми се ова ствар) (Расел-Медли-Арсланагић)
5. То ми ради
6. Сањати
7. Сузо моја стрпи се

## Спотови
- Бацила је све низ ријеку